# ФСБ (филм)
Вижте пояснителната страница за други значения на ФСБ.
„ФСБ“ е български игрален филм от 1997 година на режисьора Димитър Митовски, по сценарий на Росен Елезов и Стефан Китанов. Оператор е Димитър Гочев. Музиката във филма е композирана от ФСБ.

## Актьорски състав
Не е налична информация за актьорския състав.